# Jerzy Marchwiński

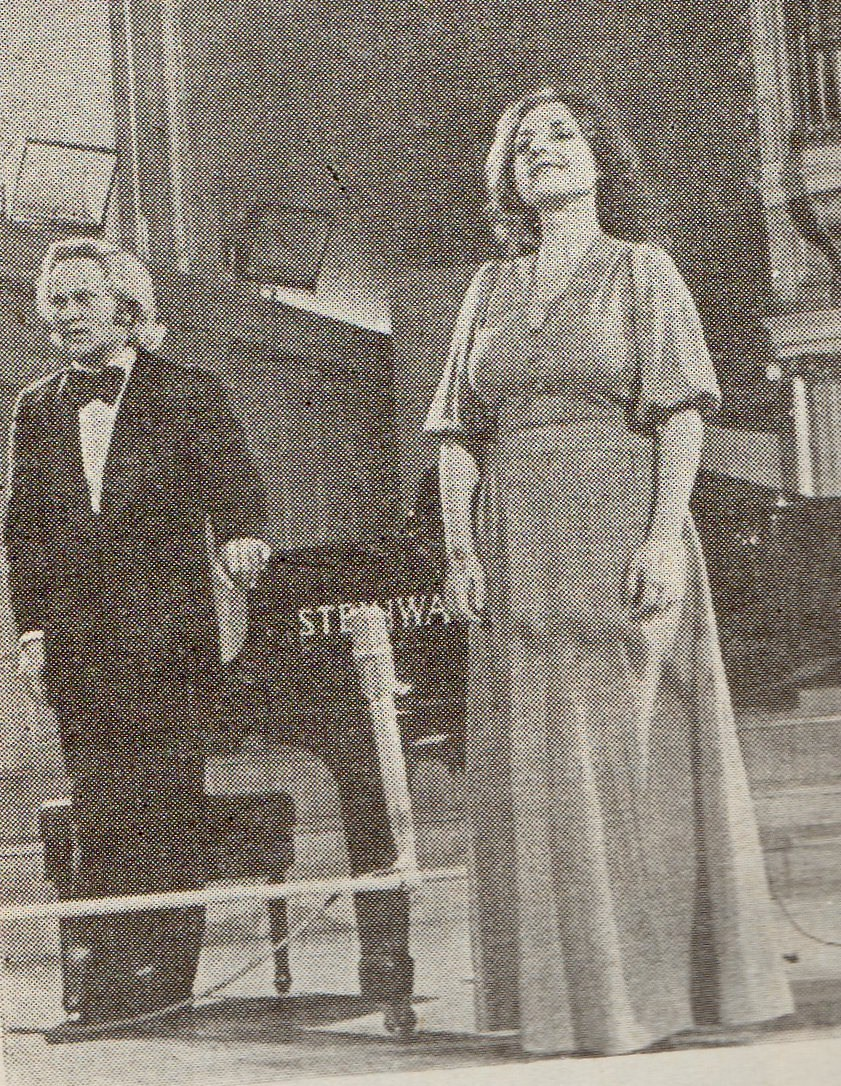
Ewa Podleś, Jerzy Marchwiński, Poznań, Aula UAM, 5. November 1981.

Jerzy Marchwiński (* 6. Januar 1935 in Truskolasy; † 7. November 2023) war ein polnischer Pianist und Musikpädagoge.
Marchwiński hatte den ersten Musikunterricht bei seinem Vater, der Organist war. Er studierte dann bis 1958 an der Höheren Staatlichen Musikschule Warschau Klavier bei Maria Wiłkomirska und Kammermusik bei Kiejstut Bacewicz und vervollkommnete seine Ausbildung bei Carlo Zecchi in Salzburg und Taormina.
Von 1974 bis 1981 war er Mitglied des Quartetts des polnischen Rundfunks und Fernsehens (Kwartet Mistrów) mit Konstanty Andrzej Kulka, Roman Jabłoński und Stefan Kamasa. Als Kammermusikpartner trat er u. a. mit Krystyna Szczepańska, Stefania Woytowicz, Edmund Kossowski, Andrzej Bachleda, Andrzej Mroz, Andrzej Hiolski, Teresa Żylis-Gara, Ewa Podleś, Wanda Wilkomirska, Janine Micheau, Régine Crespin, Maureen Forrester, Igor Ozim und Alfredo Campoli auf. Er nahm mehr als 25 LPs auf, darunter mit Kulka sämtliche Werke für Violine und Klavier von Karol Szymanowski.
Von 1954 bis 2005 war Marchwiński Direktor für Lehre und Leiter der Abteilung für Kammermusik an der Höheren Staatlichen Musikschule Warschau (ab 1979 Fryderyk-Chopin-Musikakademie, seit 2008 Fryderyk-Chopin-Universität für Musik). Seit 1984 hatte er eine ordentliche Professur inne, der Senat der Universität verlieh ihm den Titel eines Ehrenprofessors. 2015 initiierte er die Gründung des Nationalen Zentrums für die Bildung und Förderung der musikalischen Partnerschaft (Krajowego Centrum Kształcenia i Promocji Muzycznego Partnerstwa w Graniu Zespołowym) in Bydgoszcz.
Marchwiński war Vizepräsident des polnischen Komponistenverbandes SPAM, Vorstandsmitglied der Fryderyk-Chopin-Gesellschaft und Präsident der Association des Artistes Musiciens Polonais en France. In drei Büchern (O partnerstwie w muzyce, 2001; Partnerstwo w muzyce, 2010; Kameralistyka fortepianowa, 2014) widmete er sich dem Thema der Partnerschaft in der Musik. Er wurde mit dem Kommandeurskreuz des Ordens Polonia Restituta, dem Goldenen Verdienstkreuz der Republik Polen und der Gloria-Artis-Medaille für kulturelle Verdienste ausgezeichnet.